# Christo
Christo (właśc. Christo Wladimirow Jawaszew, bułg. Христо Владимиров Явашев, znany także jako Christo Javacheff, ur. 13 czerwca 1935 w Gabrowie, zm. 31 maja 2020 w Nowym Jorku) – amerykański artysta pochodzenia bułgarskiego. Jeden z twórców sztuki krajobrazu. Wraz z żoną, francuską artystką Jeanne-Claude Denat de Guillebon (ur. 13 czerwca 1935, zm. 19 listopada 2009), tworzył duet Christo i Jeanne-Claude.

## Życiorys
Jego ojciec Władimir Jawaszew był naukowcem, a matka Cweta Dimitrowa była pracowniczką akademii artystycznej.
Od 1953 studiował na kierunkach artystycznych – początkowo w Bułgarii, następnie w Pradze i w Wiedniu (gdzie osiadł w roku 1957). Mieszkając w Paryżu, stał się apatrydą. Rozpoczął malowanie portretów, co stało się jego źródłem utrzymania. Od 1964 zamieszkał w Stanach Zjednoczonych. Wiele lat tworzył wraz z żoną Jeanne-Claude, tworząc projekty takie jak: Running Fence, zapakowanie w 1995 berlińskiego Reichstagu, czy Surrounded Islands, gdy 11 wysp w zatoce Biscayne niedaleko Miami zostało otoczonych różowym materiałem.
Zmarł 31 maja 2020 roku w Nowym Jorku.

## L’Arc de Triomphe, Wrapped
We wrześniu 2021 – w ramach projektu L’Arc de Triomphe, Wrapped autorstwa Christo oraz Jeanne-Claude – paryski Łuk Triumfalny został na dwa tygodnie całkowicie opakowany w srebrno-niebieski materiał. Pierwotnie budowla miała zostać opakowana w kwietniu 2020, ale ze względu na pandemię COVID-19 data została przesunięta o ponad rok. Instalację pomiędzy 18 września a 3 października zobaczyło 6 milionów osób. Artysta razem ze swoją żoną Jeanne-Claude pracował nad projektem od 1961. Oboje nie dożyli momentu realizacji.